# René Beltjens
René Beltjens né à  Liège le 22 mai 1879 et mort à Ixelles le 31 mai 1933. Il est un magistrat belge, et devient administrateur de la Sûreté de l'État à partir de 1929.

## Le début de carrière
Hyacinthe Hubert Félix Marie Arthur René Beltjens est le fils d’Arthur Beltjens, qui fut premier avocat général à Liège, et de Marie-Thérèse Malherbe. Il se marie à Bruxelles le 4 juin 1903 avec Gabrielle Sohier (1881-1948), de Monceau-Sur-Sambre, avec qui il eut 3 enfants.
René Beltjens suit des études de droit à l’ université de Liège, qu’il termine en 1901. Il est ensuite inscrit plusieurs années au barreau de Liège, en tant que stagiaire d’Albert Capitaine. À partir du 2 avril 1906, il devient juge suppléant au tribunal de première instance de Liège. Le 3 janvier 1907, il est nommé substitut du procureur à Liège.

## Pendant la Guerre
Durant la Première Guerre mondiale, il garde son poste de substitut du procureur. En février 1916, il exposa à la Cour d’Appel de Liège l’affaire de la destruction de registres de plusieurs communes de l’arrondissement de Liège lors de l’invasion allemande de 1914. Peu après la guerre, le 13 mai 1919, il devient substitut d’auditeur militaire en campagne, fonction dont il est déchargé le 29 juillet.

## Administrateur de la sûreté publique
Alors qu’il est substitut d’auditeur militaire, il est désigné au poste de procureur du roi à Huy, le 10 mai 1919. Il mène alors de nombreuses instructions contre les trafiquants de guerre, tâche qu’il avait déjà commencée en tant que substitut du procureur à Liège pendant la Première Guerre mondiale. À partir du 18 mai 1920, il devient substitut du procureur général près de la Cour de Liège, fonction qu’il occupe durant 9 années consécutives, jusques mai 1929, date à laquelle il lui est autorisé de devenir avocat général. Le même mois de cette année, il est appelé par le ministre de justice, Paul-Émile Janson, au poste d’administrateur de la sûreté publique. Poste qu’il occupe officiellement à partir du 22 mai 1929, succédant ainsi à Alfred Remy. Beltjens hérite d’une sûreté publique en pleine mutation, à la suite de l’affaire du faux d’Utrecht. Affaire qui provoqua le démantèlement de la sûreté militaire et une révision complète de l'organisation de la sûreté publique. 
Au début de sa carrière en tant qu’administrateur, il obtient le titre d’avocat général honoraire. Par la suite, le 7 août 1930, il est admis à la noblesse héréditaire, avec le titre de baron.
René Beltjens meurt brutalement le 31 mai 1933, à 54 ans, des suites d’une affection cardiaque. Robert de Foy lui succédera à la tête de la sûreté publique.

## Décorations et honneurs
René Beltjens était titulaire de plusieurs décorations et titres honorifiques: 
- En Belgique: 
  - Officier de l’ordre de Léopold
  - Médaille du roi Albert
  - Médaille commémorative du centenaire de l'indépendance nationale
  - Médaille Commémorative du Comité National
  - Médaille de la Restauration Nationale

- À l’étranger : 
  - Grand Officier de l’ordre de la Couronne d’Italie (Italie)
  - Grand Officier de l’Ordre royal de Saint-Sava (Yougoslavie)
  - Grand Officier de l'Ordre du Mérite civil (Espagne)
  - Commandeur de l’ordre Polonia Restituta (Pologne)
  - Commandeur de l’ordre de Saint-Sauveur de Grèce (Grèce)
  - Commandeur de l’ordre d'Orange-Nassau (Pays-Bas)
  - Deuxième classe de la Croix de guerre du mérite civil (Autriche-Hongrie)
  - Commandeur honoraire de la division civile de l’Ordre de l'Empire britannique (Grande-Bretagne)